# Підключична вена
Підключична вена  (лат. vena subclavia) — це парна вена, що розташована на нижній межі шиї спереду від драбинчастого м'яза і позаду ключиці. Підключична вена є відносно великою веною діаметр якої доходить до 1 см.

## Анатомія
Підключична вена є продовженням пахвової вени, межею між якими є зовнішній край 1 ребра, від якого вена прямує до медіального краю драбинчастого м'яза, розташовуючись позаду ключиці, що і дало назву даного анатомічного утворення. Перетнувши межу медіального краю драбинчастого м'яза, підключична вена зливається з внутрішньою яремною веною та формує плечеголовну вену.
Підключична вена розташована поруч з підключичною артерією, та відділена від останньої переднім драбинчастим м'язом. Це дозволяє ідентифікувати данні структури, оскільки підключична вена лежить допереду від переднього драбинчастого м'яза, а підключична артерія позаду.

## Лімфатичний дренаж
В підключичну вену здійснюється дренаж лімфи з грудного протоку. Місцем впадіння грудного протоку в підключичну вену відбувається в ділянці анастомозу підключичної вени з внутрішньою яремною веною.

## Клінічне значення
Підключична вена часто використовується як «центральна вена» з метою проведення інтенсивної інфузійної терапія в хірургічній практиці та клініці інтенсивної терапії.